# 米歇尔·伽利玛
米歇尔·伽利玛（Michel Gallimard，1917年—1960年1月9日）是一位法国出版商，加斯东·伽利玛的侄子。
1946年，米歇尔·伽利玛结识了作家阿尔贝·加缪，当时加缪完成了小说《鼠疫》的创作，两人成了好朋友。四年后，在加斯东·伽利玛组织的一个晚会上，他又与鮑希斯·維昂成为朋友。.1951年9月，他负责谈判收购德诺伊尔出版社（Éditions Denoël），并受其叔叔委托管理Pléiade图书馆。
1960年1月4日早晨，米歇尔·伽利玛和阿尔贝·加缪从南部开车返回巴黎。下午1点55分，在经过约讷河桥镇后不久，汽车猛烈地撞向一棵悬铃木。车祸发生后，阿尔贝·加缪当场死亡，米歇尔·伽利玛重伤，五天后，1960年1月9日去世，享年42岁。妻子珍妮和女儿安妮安然无恙。